# دورماغن
دورماغن (بالألمانية: Dormagen) هي بلدة ألمانية تقع في ألمانيا في Rhein-Kreis Neuss. يقدر عدد سكانها بـ 62,961 نسمة .

## المدن التوأمة
مدن Saint-André-lez-Lille، Toro وكريات أونو هي مدن توأمة لـدورماغن.

## أعلام
- ماتياس جابو
- اندرياس لامبيرتز
- ستيفان جاسجن
- توماس كلينغ
- فريدي شميدتكي